# Joaquim Amat-Piniella
Joaquim Amat-Piniella   (Manresa, 22 de novembre de 1913 - l'Hospitalet de Llobregat, 3 d'agost de 1974) fou un escriptor i polític català que va sobreviure al camp de concentració de Mauthausen.

## Biografia
Joaquim Amat-Piniella va néixer en un entorn familiar benestant. El seu pare, Joaquim Amat Palà tenia un negoci de confiteria, i la mare, Concepció Piniella i Blanqué era professora de cant i solfeig a la secció de noies de l'Orfeó Manresà. A part de la música, havia estudiat pintura i exhibia els seus quadres en exposicions col·lectives i esdeveniments socials. El matrimoni va tenir dos fills: Joaquim i Anna.
Els pares de Joaquim Amat-Piniella van decidir no escolaritzar-lo i es van encarregar ells mateixos de la seva educació primària. Després, va cursar la secundària a l'Institut Lluís de Peguera a Manresa, on va coincidir amb Francesc Rafat, Jaume Herms, Josep Puig Guri, Isidre Morros, Jaume Vall, Joan Clara, Simeó Selga i Josep Bailina amb qui es retrobarà a Mauthausen.
Amb només setze anys, Amat va començar a escriure. Es va estrenar a la revista de l'institut Assaig i més tard, al diari manresà El Dia, on va publicar més de dos-cents articles que tractaven diversos temes: política, actualitat, literatura, cinema, art, música.
En el moment que es va proclamar la Segona República Espanyola, Amat va viure intensament aquells anys de reconstrucció nacional. Va estar molt involucrat amb la seva ciutat, el país, els drets humans i la llibertat.
Va desenvolupar el seu compromís polític militant a ERC. El desembre de 1932, quan Francesc Marcet va ser elegit alcalde de Manresa el va escollir com a secretari personal.
El 19 de juliol de 1936, amb l'esclat de la Guerra Civil espanyola, va haver d'intervenir diverses vegades prop del  Comitè de Milícies Antifeixistes de Catalunya. Es va veure obligat a interrompre els estudis de dret i anar com a voluntari a l'Exèrcit Popular de la República. Va ingressar a l'Escola Popular de Guerra de la Generalitat assolint el grau de tinent d'artilleria. Allí es va retrobar amb Ferran Planes i va conèixer Pere Vives i Clavé, amb qui , anys després, va coincidir també a Mauthausen. Va ser destinat als fronts d'Aragó, València i sobretot a Andalusia. Es va casar amb Maria Llaveries i Viladomiu el 7 de juny de 1939, precisament pocs dies abans d'emprendre l'exili.
Acabada la Guerra Civil espanyola, Amat va marxar a França amb la Retirada. Va ser internat als camps del Barcarès i Sant Cebrià, on a l'inici de la Segona Guerra Mundial va fer tasques de suport i defensa al servei de l'Exèrcit Francès. El juny de 1940, la Whertmach el va empresonar i, uns mesos més tard, va ser deportat al camp d'extermini de Mauthausen, juntament amb altres presoners catalans. Entre 1943 i 1944 el van traslladar a Vöcklabruch i Ternberg, camps menors, amb millors condicions. El 6 maig 1945, quan es trobava a Abensee, les tropes nord-americanes van alliberar el camp.
Entre el 1945 i el 1946, Amat es va establir a Sant Julià de Lòria (Andorra) on va escriure la seva obra més important: K. L. Reich, que relata la seva experiència durant l'estada al camp d'extermini. Després d'Andorra va retornar a Catalunya, on va viure silenciat. El 1946 amb la seva esposa va anar a viure a Barcelona i van tenir un fill aquell mateix any, Maria Llaveries va morir el 1949, sense haver pogut tornar a Manresa degut a la repressió franquista.
El 1962 Amat-Piniella va fundar l'Amical de Mauthausen, junt amb altres companys antigament deportats. L'any 1974 va morir a l'Hospital de Bellvitge, essent enterrat a Barcelona al Cementiri del Nord. Fins a la seva mort, va publicar quatre obres més: El casino dels senyors, Roda de solitaris, La pau a casa i La ribera deserta.
El 1980 L'Ajuntament de Manresa li va dedicar un carrer.
L'any 2003 el ple de l'Ajuntament va acordar incorporar un quadre amb el retrat de Joaquim Amat Piniella a la galeria de manresans il·lustres, en reconeixement de la seva trajectoria vital, cívica i artística.
Avui dia la delegació d'Omnium Cultural, en col·laboració amb l'Ajuntament de Manresa, la Fundació Caixa de Manresa i l'Editorial Columna concedeix anualment el Premi Joaquim Amat-Piniella.

## Obres
Amat-Piniella és autor de desenes de treballs publicats:
Poesia
- Les llunyanies, poemes d'exili (1940-1946).[18] El 1990, el doctor en Filologia David Serrano Blanquer va rescatar i editar un recull de poemes inèdits de l'autor escrits durant els anys que va estar internat a França, quan va ser deportat a Mauthausen i als camps de la ribera del Danubi, i també, un cop alliberat, durant la seva estada a Andorra.[19] Aquests poemes manifesten el reflex de la voluntat i la necessitat de Joaquim Amat-Piniella d'expressar la melangia, l'horror i el dolor que van acompanyar-lo en el seu exili: a França, als camps de concentració i a Andorra. Inclou setanta-una peces, que van ser escrites a La Mosella (4), al Lager de Ternberg (25), al camp central de Mauthausen (9), a Redl Zipf (19), a Ebensee (2), a Würzburg (1), a París (2) a Sant Antonin (2), a Caussada (3), a Andorra la Vella (1) i a Sant Julià de Lòria (3). El pròleg va a cura de Jordi Castellanos, tutor de la tesi del doctor Serrano sobre l'obra de Joaquim Amat Piniella, un fragment de la qual va ser editada sota el títol L'hora blanca. L'Holocaust i Joaquim Amat Piniella (Ars, 2004).[20]
- Poemes publicats a la revista Ara:[21] El vent i el que hom sent, Dances, Jazz, La veig... i Juraments en bicicleta.[22]

Novel·la
- K.L. Reich (1946). Relat autobiogràfic dels seus records i vivències com a supervivent en el camp de concentració de Mauthausen. És considerada una obra referent en la literatura dels camps de concentració.[11] Va ser escrita el 1945-1946 a Andorra, un any després que l'alliberessin del kommando annex a Mauthausen, Ternberg, però no va ser publicada fins al 1963.[23] La versió que va presentar diverses vegades a censura va ser editada per Edicions 62 el 2001, amb extensíssim estudi a càrrec del doctor Serrano.[24] En ell, Serrano localitza no només els personatges en els quals es va inspirar Amat, i els inventats, sinó també els referents seqüencials de la novel·la.
- El casino dels senyors (1956). És una crítica en forma de relat irònic sobre les grandeses i les misèries de la burgesia de la Manresa d'abans de la Guerra Civil.[25][11]
- Roda de solitaris (1957). Narra la vida de cinc personatges durant la Guerra Civil.[26]
- La pau a casa (1959). Obra caracteritzada per l'escepticisme i la pèrdua d'ideals dels protagonistes.[27]
- La ribera deserta (1966) Aquesta obra gira al voltant de tres personatges que busquen desesperadament sortir de la frustració constant en la que es troben.[28]
- Retaule en gris. Recull de contes editat i prologat pel Dr. Serrano el 2012 a Editorial Bromera.[29]

Prosa
- Ombres al calidoscopi (1933). Recull de retrats de personatges abans de la Guerra Civil i l'exili. Pòstumament, s'han editat dos volums més: Les llunyanies (1999), Retaule en gris (2012) i La clau de volta (2013)

## Patrimoni literari
Mauthausen és un dels llocs literaris cabdals de Joaquim Amat-Piniella perquè va ser un testimoni dels fets que van terroritzar l'Europa dels anys quaranta. Dins el seu relat autobiogràfic, K.L. Reich i gràcies a les entrevistes pactades amb Montserrat Roig, podem submergir-nos en els horrors viscuts dins els camps de concentració.
Manresa és la ciutat natal de l'autor i un dels llocs literaris més importants que surt referenciat en algunes de les seves obres. Dins l'edifici modernista del Casino de Manresa s'hi troba actualment la Biblioteca del Casino. Durant molt de temps, l'immoble va representar un símbol d'identitat per les classes benestants de la capital del Bages. L'edifici recull anys de la història de la ciutat. Joaquim Amat-Piniella l'any 1956 va publicar El casino dels senyors. El títol d'aquesta obra és el nom amb el qual era conegut l'edifici i reflecteix de forma irònica la burgesia que hi havia en aquell entorn abans de la Guerra Civil.
Manresa vista pels escriptors és un itinerari literari que s'endinsa pels carrers de Manresa mentre es llegeixen fragments d'autors que han retratat els racons de la capital del Bages (Joaquim Amat-Piniella, Jaume Serra Fontelles, Lluís Calderer, Genís Sinca, el Baró de Maldà, Jacint Verdaguer, Josep Maria Espinàs, etc.).
Els alumnes de secundària de l'Institut Pius Font i Quer de Manresa van crear el blog "L'home dels ulls tristos" on s'hi recull un conjunt de cartes que els alumnes van escriure a Joaquim-Amat Piniella. A més, van crear un itinerari virtual amb els aspectes biogràfics més destacats de l'autor en escenaris de la mateixa ciutat de Manresa que es pot seguir fins i tot amb aplicacions pel mòbil.

## Centenari Amat-Piniella
L'any 2013, l'Ajuntament de Manresa, Òmnium Cultural, la Institució de les Lletres Catalanes i l'associació Memòria.cat van promoure una programació cultural relacionada amb el manresà Joaquim Amat-Piniella amb motiu del centenari del seu naixement. Es van reeditar totes les seves novel·les i es va posar a la xarxa l'inventari del fons documental de l'autor dipositat a l'Arxiu Comarcal del Bages.
Les restes de Joaquim Amat Piniella, juntament amb les de la seva segona esposa Maria Fernández Garry van tornar a Manresa després de 39 anys, el 29 novembre 2013.
Algunes de les activitats més destacades van ser el conjunt escultòric de Ramon Oms dedicat a l'escriptor instal·lat a la terrassa de l'edifici del Casino i un espectacle de carrer a càrrec de la companyia Gog i Magog amb motiu de la inauguració d'aquesta escultura. Per inaugurar inaugurar oficialment el centenari es va fer un acte solemne a la sala del Teatre Kursaal amb la interpretació de l'espectacle Musiques de l'holocaust, a partir de textos de les obres: K.L. Reich i el poemari Les llunyanies.